# Ghiacciaio Howarth
Il ghiacciaio Howarth è un piccolo ghiacciaio situato sull'isola di James Ross, davanti alla costa orientale della penisola Trinity, l'estremità settentrionale della Terra di Graham, in Antartide. Il ghiacciaio si trova in particolare nella parte sud-orientale dell'isola, dove fluisce verso sud-sudest, scorrendo a fianco del promontorio The Watchtower, fino a entrare nello stretto dell'Ammiragliato.

## Storia
Così come l'intera isola di James Ross, il ghiacciaio Howarth è stato cartografato per la prima volta nel corso della Spedizione Antartica Svedese, condotta dal 1901 al 1904 al comando di Otto Nordenskjöld, tuttavia esso è stato così battezzato solo nel 1995 dal Comitato britannico per i toponimi antartici in onore del paleontologo Michael Kingsley Howarth, vice capo del dipartimento di paleontologia del British Museum dal 1980 al 1992 e autore del Falklands Islands Dependencies Survey Scientific Report No. 21, un rapporto edito dal British Antarctic Survey, un tempo chiamato "Falklands Islands Dependencies Survey", relativo all'isola di Alessandro I.